# 富士型戰艦
富士级战列舰（日語：富士型戦艦）包含“富士号”与“八岛号”，是19世纪90年代大日本帝國海軍订造的前無畏艦，也是日本首批战列舰，因国内造船设施和技术不足而在英国建造。富士级是以当年在建的英國皇家海軍战列舰为蓝本设计。
两舰投身1904至1905年的日俄战争，包括1904年2月的旅顺口海战、此后一个月两度炮轰旅顺口。八岛号5月在旅顺口近海触雷，数小时后在拖向基地时傾覆。富士号8月参与黄海海战，后在1905年5月的对马海峡海战轻伤。1910年富士号划归岸防舰，此后一直充当训练船。1922年富士号解除武装并改造成宿舍船并配有教室，最后在1948年拆解。

## 背景
19世纪下半叶，大日本帝国海军在战略上遵循法国军事顾问、船舶工程师白劳易推荐的綠水學派激进海军哲学，注重成本低廉的魚雷艇和破交战（Commerce raiding），对抗造价昂贵的重型装甲船。1885年，中国北洋水師从德国购买两艘定远级铁甲舰，威胁日本在朝鲜半岛的利益。中国军舰1891年初造访日本，迫使日本政府认识到本国海军需要类似的武装装甲船对抗铁甲舰，从法国订购的三艘松岛级防护巡洋舰空有强力舰炮，但装甲薄弱无法与铁甲舰对抗。国内造船技术和能力远远不足，日本海军决定从英国订造两艘最新战列舰。
日本政府为战列舰拨款的过程充满曲折。內閣總理大臣松方正義1891年首次递交申请，但因政治内斗被国会删除。松方正義再度申请遭拒后被迫解散內閣，继任内阁总理大臣伊藤博文1892年同样申请资金未果，引发明治天皇非比寻常的亲自干预。1893年2月10日，天皇提出自行出资建造两艘战列舰，削减每年宫内厅的开支，还呼吁所有政府官员降薪一成。国会不久通过富士级战列舰的预算法案，舰艇原计划1899年交付，但1894年铺设龙骨前不久爆发的甲午战争促使日本政府要求提前两年完成。

## 设计和规格

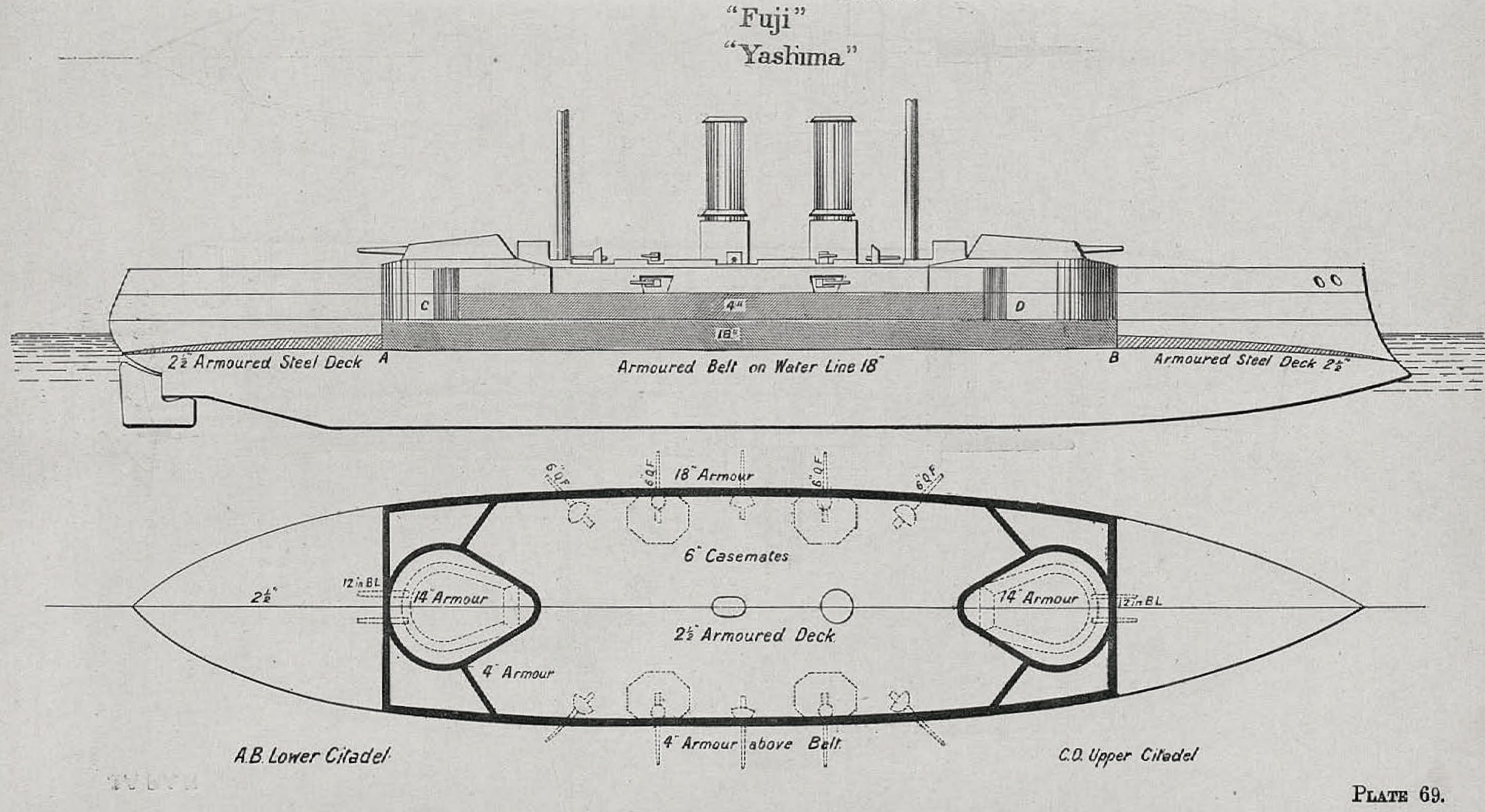
1896年《布拉西海军年鉴》上的富士级战列舰右立面和甲板平面图

富士级战列舰是在英国君权级战列舰（Royal Sovereign-class）的基础上修改而成，排水量约小两千吨，速度约快一节（时速1.9公里）。富士级改装更优异的哈维装甲（Harvey armor），舰炮更轻、口径略小，与英国皇家海军后来的威严级战列舰（Majestic-class）相同并有装甲罩（砲塔）保护。八岛号是海军造船师菲利浦·瓦茨设计，富士号由乔治·麦克劳（George C. Mackrow）设计，两舰几乎一模一样，最主要的区别是八岛号切掉艉呆木（Deadwood）装上平衡舵（Balanced rudder），令该舰比姊妹舰快近一节且转向半径更小，缺点是舰尾强度不及，在旱塢需要特别注意以免垂落。
富士级战列舰全长125.6米，全宽22.3至22.5米，正常吃水深度8至8.1米，正常负载排水量12426至12734吨。舰身采用双层船底（Double bottom），分成181个水密隔舱。每艘舰上约有650名官兵，八岛号拥有为舰队司令官及其部下而设的住宿设施，令该舰能作为旗艦使用。

### 推进器
富士级战列舰采用十台圆柱形锅炉（Cylindrical boiler）生成每平方厘米10.9千克力（1069千帕）工作压力的蒸汽，驱动两台各带一条传动轴的汉弗莱斯-坦南特（Humphrys Tennant）三胀往复式蒸汽机（Triple-expansion steam engine），用蒸汽机带动5.18米的螺旋桨。蒸汽机采用正压通风，额定功率1.01万千瓦，设计最高速度18.25节（每小时34公里），不过海上试航的数据表明两舰实际速度更快，最高达到18.66至19.46节（时速34.56至36.04公里）。两间蒸汽机房和四个锅炉室由中心线上的水密艙壁分隔，锅炉室还由横向舱壁进一步隔开。富士级战列舰的烟囱位于中心线上，这与君权级和威严级战列舰都不一样。
富士级战列舰最多装载1620吨煤，能以10节（每小时19公里）航速巡航4000海里（7400公里）。舰上配有三台电动发电机，每台额定功率32千瓦。

### 舰炮

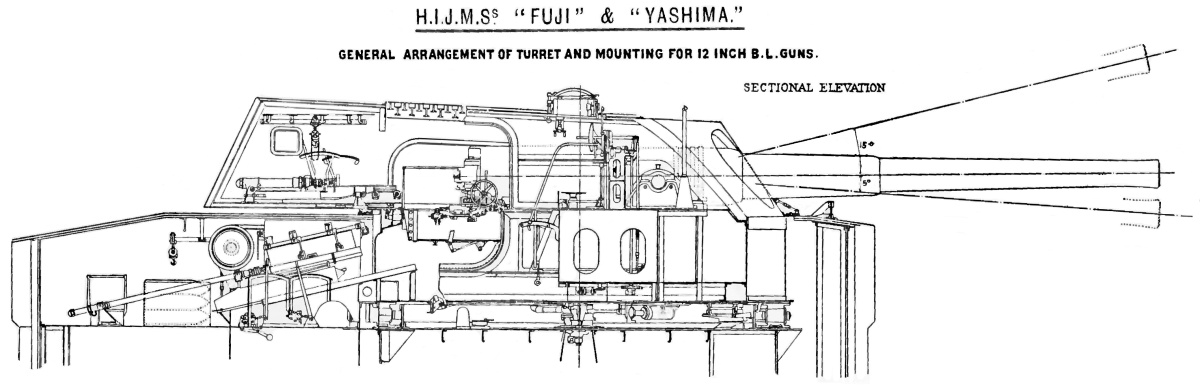
305毫米炮塔布局

富士级战列舰主炮是两座双联装砲塔安装的四门埃尔斯维克军械公司40倍徑305毫米舰炮，炮口射击弧度达240度，最大仰角15度，还可下压至负5度。舰炮有装甲罩或炮塔保护，安装舰炮的炮架与首批威严级战列舰基本相同，只能从固定位置的下层甲板弹药库提取弹药。每个炮塔装有18发炮弹，可向任意角度发射直到必须补充弹药。舰炮需固定在1度位置装弹，以每秒730米炮口初速发射386公斤弹丸，有效射程约15公里。
富士级战列舰的副炮包含十门单装40倍径152毫米速射炮，其中四门位于舰侧炮廓（Casemate），六门在上甲板，都有炮盾保护，以每秒700米炮口初速发射45公斤弹丸。舰上另有14门单装47毫米3磅舰炮和十门单装47毫米2.5磅舰炮，用于对抗魚雷艇。3磅炮以每秒587米炮口初速发射1.5公斤弹丸，2.5磅炮以每秒430米炮口初速发射1.1公斤弹丸。富士级战列舰另有五具450毫米鱼雷管，除舰头一条高于水面外，另外四条都在水下，舰的两舷侧各一对。
1901年，两舰将16门47毫米舰炮换成76.2毫米12磅12英担速射炮。新炮以每秒719米炮口初速发射5.7公斤弹丸。舰上官兵因此增至652人，后来又升到741人。

### 装甲
富士级战列舰的装甲布局与君权级类似，但富士级采用的是哈维装甲，比君权级相同厚度的复合装甲更优。富士级的水线装甲带高2.4米，正常负荷时高于水线0.9米，最厚处457毫米。装甲朝两个炮座方向逐渐变薄到406毫米，在炮座处降到356毫米，上方是两炮座之间厚102毫米的装甲列板。上层装甲带外侧厚356毫米，后方减至229毫米。对角舱壁把炮座与侧面装甲相连，前舱壁厚356毫米，后舱壁305毫米。炮廓与炮座装甲最厚152毫米，保护司令塔的装甲厚356毫米，甲板装甲厚64毫米，并在舰侧的主装甲带顶端连接。

## 舰只
| 名称   | 建造商                                   | 铺设龙骨      | 下水           | 交付          | 成本       | 结局                  |
| ------ | ---------------------------------------- | ------------- | -------------- | ------------- | ---------- | --------------------- |
| 富士号 | 伦敦利茅斯泰晤士制铁                     | 1894年8月1日  | 1896年3月31日  | 1897年8月17日 | 1038万日圆 | 1948年拆解            |
| 八岛号 | 泰恩-威尔郡埃尔斯维克阿姆斯特朗-惠特沃斯 | 1894年12月6日 | 1896年12月28日 | 1897年9月9日  | 1050万日圆 | 1904年5月15日水雷炸沉 |

## 服役经历
两艘富士级战列舰都在1898年2月结束前抵达日本。1904年日俄战争爆发之际，富士号与八岛号划入第一舰队第一战队。2月9日，东乡平八郎海军中将率第一舰队偷袭旅顺口近海停泊的俄国太平洋舰队。东乡平八郎决定用主炮攻击对方沿海防御，副炮和敌舰交手。事实证明分散火力决策失误，日军的203毫米和152毫米舰炮对俄国军舰损伤很小，对方把所有火力向日本舰船集中。双方都命中对手大量军舰，但东乡平八郎铩羽而归时日军已伤亡60人，俄军仅17人。战斗期间没有火力命中八岛号，富士号两度中弹导致两人阵亡，十人受伤。

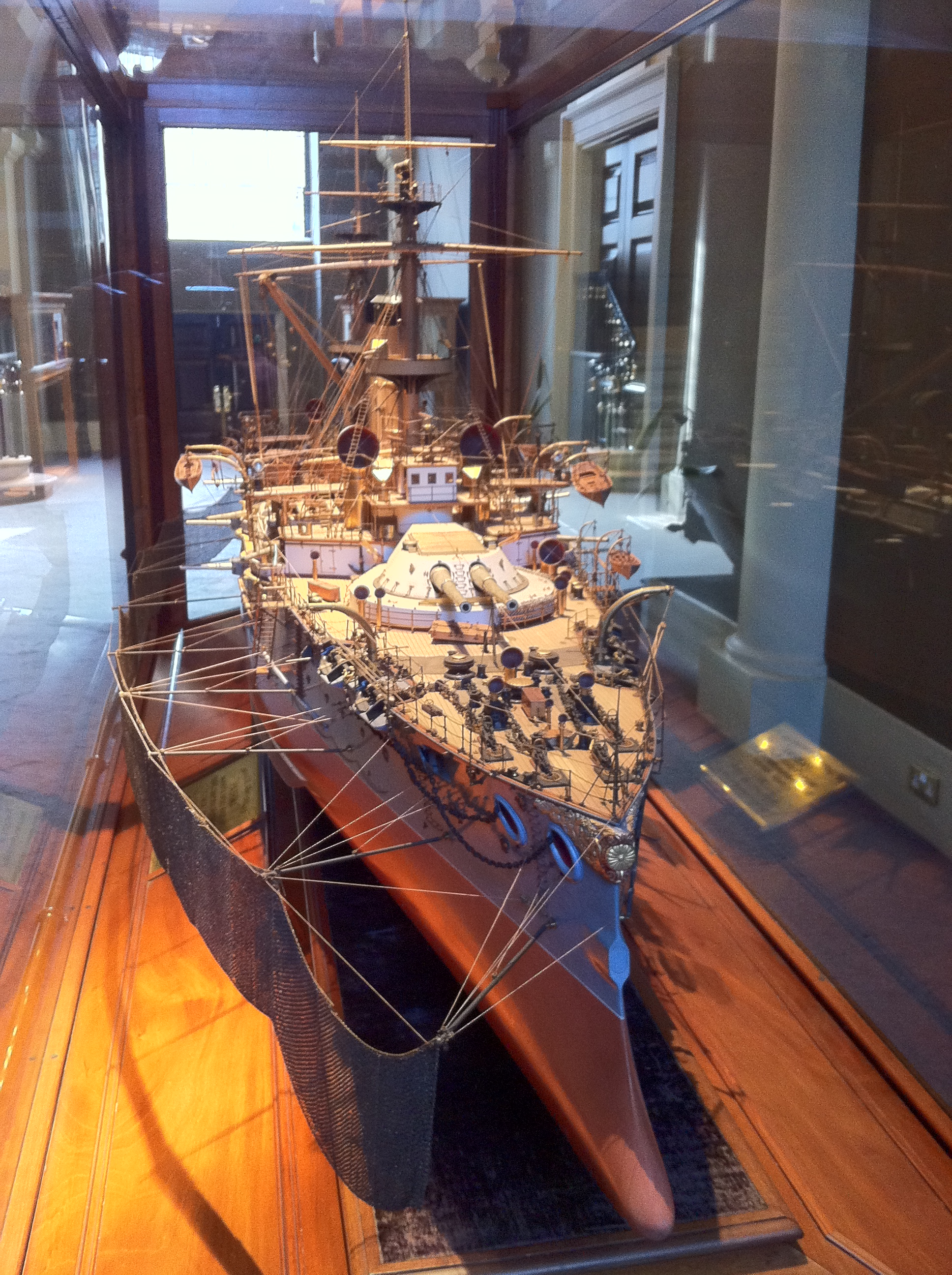
英国航海博物馆展示的八岛号模型，可以看到鱼雷网部署

3月10日，两舰从辽东半岛西南侧的鸽子湾盲炸旅顺口，两地相距9.5公里，基本没造成破坏。俄军随后部署海岸炮，俄方军舰还派观察员监视鸽子湾。3月22日八岛号与富士号再度开炮时遭海岸炮和军舰反击，富士号被305毫米炮弹命中后日军停战转移。
4月13日，东乡平八郎引出太平洋舰队两艘战列舰，富士号和八岛号随同行动。俄军发现第一战队的五艘战列舰后掉头逃回旅顺口，但彼得罗巴甫洛夫斯克号战列舰撞上日军前一晚布下的水雷并引爆弹药库，该舰在两分钟内沉没。大胜的东乡平八郎又开始远距离轰炸，促使俄军继续布雷。
5月14日，初濑号、敷岛号与八岛号战列舰联合笠置號防護巡洋艦、龍田号通報艦接替旅顺口近海的日军封锁部队。次日早上舰队触及俄军布下的雷区，初濑号上午11点10分左右触雷导致无法转向，八岛号上前救助时也撞上两枚水雷。日军把八岛号拖离雷区，舰体此时进水失控，船员约在五小时后弃舰。笠置号继续拖船，但八岛号倾斜幅度越来越大并在约三小时倾覆。

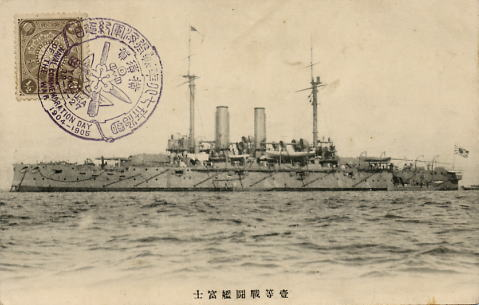
1905年的富士号战列舰明信片

八月黄海海战期间，俄军集中攻击东乡平八郎的领队旗舰三笠號戰艦，富士号未受损伤。第二年五月，富士号在对马海峡海战中弹十余次，最严重的打穿后方炮座防护罩，引燃裸露推进火药导致八人死亡，九人受伤。扑灭着火的弹药后，炮座左炮继续开火，显然命中弹药库给予俄军博罗季诺号战列舰（Borodino）致命一击。
1908年10月23日，富士号接待美国驻日本大使托马斯·奥布莱恩（Thomas J. O'Brien）与环游世界的“大白舰队”高级军官。1910年，舰上圆柱形锅炉换成宫原式水管锅炉（Water-tube boiler），主炮换成国产。同年富士号划归一等岸防舰，用于各种训练直到1922年解除武装。此后舰体充当浮动營房，是橫須賀市的训练中心直到1945年。1945年7月18日，富士号在美军发动的横须贺空袭受损，战争结束后倾覆，最后在1948年拆解。

## 脚注
1. ↑  Evans & Peattie 1997，第15, 19–20, 60頁.
2. 1 2 3  Brook 1999，第123頁.
3. ↑  Lengerer 2008，第7–10頁.
4. 1 2 3 4 5 6 7  Jentschura, Jung & Mickel 1977，第16頁.
5. ↑  Lengerer 2009，第26頁.
6. 1 2 3 4 5 6  Brook 1999，第122頁.
7. ↑  Lengerer 2009，第51頁.
8. 1 2  Lengerer 2008，第23頁.
9. ↑  Lengerer 2008，第27頁.
10. ↑  Lengerer 2008，第24頁.
11. ↑  Lengerer 2008，第11, 23頁.
12. ↑  Lengerer 2009，第50頁.
13. ↑  Lengerer 2009，第27, 36頁.
14. ↑  Friedman 2011，第270–271頁.
15. ↑  Lengerer 2009，第30頁.
16. ↑  Brook 1985，第268–269頁.
17. ↑  Friedman 2011，第275–276頁.
18. ↑  Chesneau & Kolesnik 1979，第220頁.
19. ↑  Silverstone 1984，第309頁.
20. ↑  Friedman 2011，第118–119頁.
21. ↑  Friedman 2011，第114頁.
22. 1 2 3  Silverstone 1984，第327頁.
23. ↑  Lengerer 2008，第13頁.
24. ↑  Silverstone 1984，第328頁.
25. 1 2  Brook 1985，第268頁.
26. 1 2 3  Jentschura, Jung & Mickel 1977，第17頁.
27. 1 2  Lengerer 2008，第14頁.
28. ↑  Chinese Question.
29. ↑  Forczyk 2009，第41–44頁.
30. ↑  Brook 1985，第269頁.
31. ↑  Forczyk 2009，第44頁.
32. ↑  Forczyk 2009，第45–46頁.
33. ↑  Warner & Warner 2002，第279頁.
34. ↑  Warner & Warner 2002，第279–282頁.
35. ↑  Forczyk 2009，第52–53頁.
36. ↑  Campbell 1978，第263頁.
37. ↑  New York Times.
38. ↑  Jentschura, Jung & Mickel 1977，第16–17頁.
39. ↑  Tully 2003.
40. ↑  Fukui 1991，第54頁.

## 外部連結
- 环球安全网：富士级战列舰 （页面存档备份，存于）